# Brigitte Ahrenholz
Brigitte Ahrenholz (* 8. August 1952 in Potsdam; tot aufgefunden am 7. April 2018 bei Werder (Havel)) war eine Ruderin aus der DDR.

## Leben
Ahrenholz wurde im Jahr 1971 im Alter von 19 Jahren bei den Europameisterschaften in Kopenhagen Silbermedaillengewinnerin mit dem  Achter der DDR. Damit konnte das DDR-Boot den ein Jahr zuvor in anderer Besetzung gewonnenen EM-Titel nicht verteidigen. Zwei Jahre später gewann Ahrenholz in Moskau den Europameistertitel im Doppelvierer mit Steuerfrau, bei den letzten Europameisterschaften vor einer über 30-jährigen Pause.
1974 errang sie bei den Weltmeisterschaften in Luzern auch im Achter ihren ersten internationalen Titel. Der größte Erfolg gelang Ahrenholz im Jahr 1976, als sie bei den Olympischen Spielen in Montréal im Achter um Steuerfrau Marina Wilke mit fast drei Sekunden Vorsprung auf das Team der Sowjetunion Olympiasiegerin wurde. Für diese sportlichen Erfolge wurde sie 1974 und 1976 mit dem Vaterländischen Verdienstorden in Bronze bzw. Silber ausgezeichnet.
Neben ihren internationalen Titeln wurde Ahrenholz auch mehrmals DDR-Meisterin, besonders im Sprint gelangen ihr einige Erfolge.
Mit dem Rudern begann sie im Alter von 14 Jahren in der BSG Einheit Werder; später wechselte sie zum Sportclub Berlin-Grünau, wo sie ihre größten sportlichen Erfolge erreichte. Ab 2008 war sie Vorsitzende des Ruder-Klubs Werder (Havel).
Nach ihrer sportlichen Karriere studierte Brigitte Ahrenholz Medizin und wurde 1983 mit einer Dissertation über die Behandlung der Knorpelkrankheit der Kniescheibe promoviert. Sie praktizierte als Chirurgin in Werder (Havel).
Seit dem 4. März 2018 wurde sie vermisst, am 7. April 2018 wurde ihre Leiche im Zernsee bei Werder (Havel) gefunden.